# Herrarnas jaktstart vid världsmästerskapen i skidskytte 2013
Herrarnas jaktstart vid skidskytte‐VM 2013 avgjordes söndagen den 10 februari 2013 kl. 13:00 (CET) i Nové Město na Moravě i Tjeckien.
Detta var herrarnas andra individuella tävling på mästerskapet. Startordningen i denna tävling var helt baserad på slutresultatet i den föregående tävlingen (sprinten). Sålunda startade sprintvinnaren Emil Hegle Svendsen först, åtta sekunder före Martin Fourcade. Distansen var 12,5 km och det sköts totalt fyra gånger: två ligg‐ och två ståserier. Varje missat skott bestraffades med en straffrunda.
Emil Hegle Svendsen vann även jaktstarten efter en spurtuppgörelse med just Martin Fourcade. Ryssen Anton Sjipulin som gick ut som sjua körde upp sig till bronsplatsen.

## Tidigare världsmästare i jaktstart
| År   | Ort             | Mästare              |
| ---- | --------------- | -------------------- |
| 2007 | Antholz         | Ole-Einar Bjørndalen |
| 2008 | Östersund       | Ole-Einar Bjørndalen |
| 2009 | Pyeongchang     | Ole-Einar Bjørndalen |
| 2010 | Chanty-Mansijsk | Tävlades inte i      |
| 2011 | Chanty-Mansijsk | Martin Fourcade      |
| 2012 | Ruhpolding      | Martin Fourcade      |

## Resultat
| Placering | Namn                 | Land      | Tid     | Straffrundor (L + L + S + S) | Straffrundor (L + L + S + S) |
| --------- | -------------------- | --------- | ------- | ---------------------------- | ---------------------------- |
| 1         | Emil Hegle Svendsen  | Norge     | 32.35,5 | 1                            | (0 + 0 + 0 + 1)              |
| 2         | Martin Fourcade      | Frankrike | + 0,1   | 2                            | (0 + 1 + 1 + 0)              |
| 3         | Anton Sjipulin       | Ryssland  | + 3,6   | 1                            | (0 + 0 + 1 + 0)              |
| 4         | Dmitrij Malysjko     | Ryssland  | + 5,4   | 0                            | (0 + 0 + 0 + 0)              |
| 5         | Dominik Landertinger | Österrike | + 20,4  | 0                            | (0 + 0 + 0 + 0)              |
| 6         | Jakov Fak            | Slovenien | + 29,7  | 1                            | (0 + 0 + 0 + 1)              |
| 7         | Fredrik Lindström    | Sverige   | + 43,4  | 1                            | (0 + 0 + 1 + 0)              |
| 8         | Alexis Bœuf          | Frankrike | + 46,6  | 2                            | (0 + 0 + 2 + 0)              |
| 9         | Björn Ferry          | Sverige   | + 48,1  | 0                            | (0 + 0 + 0 + 0)              |
| 10        | Ole Einar Bjørndalen | Norge     | + 51,5  | 4                            | (2 + 0 + 1 + 1)              |